# Забежка
Забе́жка (заво́зенный или завозно́й парохо́д) — исторический тип небольшого речного парохода, действовавшего в 40–80-е годы XIX в. в России совместно с судном типа «кабестан» для завоза якорей последнего вверх по течению.
Как правило, использовалась одна, иногда две забежки при каждом кабестане. 
Две забежки использовались для достижения плавности движения кабестана и исключения его простоев — пока кабестан подтягивался против течения к одному якорю, вторая забежка доставляла вперёд другой.